# Delonte West
Delonte Maurice West (nascut el 26 de juliol de 1983, a Washington, DC), és un jugador de bàsquet professional estatunidenc que milita als Dallas Mavericks de l'NBA. Va compartir equip amb el base dels Orlando Magic Jameer Nelson als Saint Joseph's Hawks.